# Burosse
Pour les articles homonymes, voir Burosse.
Burosse est une ancienne commune française du département des Pyrénées-Atlantiques. Le 27 juin 1842, la commune fusionne avec Mendousse pour former la nouvelle commune de Burosse-Mendousse.

## Géographie
Le village est situé à l'extrême nord-est du département

## Toponymie
Le toponyme Burosse apparaît sous les formes 
Burossium (1312, titres de Béarn), 
Buroose (1402, censier de Béarn) et 
Burossa (vers 1540, réformation de Béarn).

## Histoire
Paul Raymond note qu'en 1385, Burosse dépendait du bailliage de Lembeye et comptait trois feux.

## Démographie
| 1793 | 1800 | 1806 | 1821 | 1831 | 1836 |
| ---- | ---- | ---- | ---- | ---- | ---- |
| 122  | 114  | -    | 147  | 122  | 158  |

## Culture locale et patrimoine

### Patrimoine civil
Un château dont les premiers vestiges datent du XVIIe siècle se dresse à Burosse.

### Patrimoine religieux
L'église Saint-Jacques pourrait dater du XIIIe siècle. On y trouve une dalle funéraire du XIXe siècle, inventoriée par le ministère de la Culture ainsi qu'une stèle discoïdale.

## Pour approfondir